# Olympische Jugend-Winterspiele 2012/Ski Alpin
Bei den Olympischen Jugend-Winterspielen 2012 in Innsbruck fanden vom 14. bis 21. Januar 2012 insgesamt neun Wettbewerbe im alpinen Skilauf statt. Austragungsort war das Skigebiet am Patscherkofel.

## Bilanz

### Medaillenspiegel
| Platz  | Land        | Gold | Silber | Bronze | Gesamt |
| ------ | ----------- | ---- | ------ | ------ | ------ |
| 1      | Österreich  | 3    | –      | 2      | 5      |
| 2      | Frankreich  | 2    | 2      | 1      | 5      |
| 3      | Schweden    | 1    | 1      | –      | 2      |
| 4      | Schweiz     | 1    | –      | 3      | 4      |
| 5      | Marokko     | 1    | –      | –      | 1      |
| 5      | Slowakei    | 1    | –      | –      | 1      |
| 6      | Norwegen    | –    | 2      | –      | 2      |
| 7      | Belgien     | –    | 1      | –      | 1      |
| 7      | Italien     | –    | 1      | –      | 1      |
| 7      | Kanada      | –    | 1      | –      | 1      |
| 7      | Slowenien   | –    | 1      | –      | 1      |
| 11     | Andorra     | –    | –      | 1      | 1      |
| 11     | Niederlande | –    | –      | 1      | 1      |
| 11     | Russland    | –    | –      | 1      | 1      |
| Gesamt | Gesamt      | 9    | 9      | 9      | 27     |

### Medaillengewinner
| Disziplin          | Gold                                                                     | Silber                                                                            | Bronze                                                            |
| ------------------ | ------------------------------------------------------------------------ | --------------------------------------------------------------------------------- | ----------------------------------------------------------------- |
| Männer             |                                                                          |                                                                                   |                                                                   |
| Super-G            | Adam Lamhamedi                                                           | Fredrik Bauer                                                                     | Joan Verdú Sánchez                                                |
| Riesenslalom       | Marco Schwarz                                                            | Hannes Zingerle                                                                   | Sandro Simonet                                                    |
| Slalom             | Sandro Simonet                                                           | Dries Van den Broecke                                                             | Mathias Graf                                                      |
| Alpine Kombination | Marco Schwarz                                                            | Miha Hrobat                                                                       | Sandro Simonet                                                    |
| Frauen             |                                                                          |                                                                                   |                                                                   |
| Super-G            | Estelle Alphand                                                          | Nora Grieg Christensen                                                            | Christina Ager                                                    |
| Riesenslalom       | Clara Direz                                                              | Estelle Alphand                                                                   | Jasmina Suter                                                     |
| Slalom             | Petra Vlhová                                                             | Roni Remme                                                                        | Jekaterina Tkatschenko                                            |
| Alpine Kombination | Magdalena Fjällström                                                     | Estelle Alphand                                                                   | Adriana Jelinkova                                                 |
| Mixed              |                                                                          |                                                                                   |                                                                   |
| Mannschaft         | ÖsterreichMartina Rettenwender Marco Schwarz Christina Ager Mathias Graf | NorwegenNora Grieg Christensen Martin Fjeldberg Mina Fürst Holtmann Marcus Monsen | FrankreichEstelle Alphand Victor Schuller Clara Direz Leny Herpin |

## Männer

### Super-G
| Platz | Land | Sportler           | Zeit        |
| ----- | ---- | ------------------ | ----------- |
| 1     | MAR  | Adam Lamhamedi     | 1:04,45 min |
| 2     | SWE  | Fredrik Bauer      | 1:04,57 min |
| 3     | AND  | Joan Verdú Sánchez | 1:04,65 min |
| 4     | FRA  | Victor Schuller    | 1:04,81 min |
| 5     | GER  | Lucas Krahnert     | 1:04,84 min |
| 6     | NOR  | Marcus Monsen      | 1:04,97 min |

Datum: 14. Januar

Weitere Teilnehmer aus deutschsprachigen Ländern:

 Mathias Graf belegte in 1:05,62 min den 10. Platz.

 Sandro Simonet belegte in 1:05,71 min den 11. Platz.

 Ian Gut belegte in 1:06,06 min den 13. Platz.

 Nikolaus Ertl wurde disqualifiziert.

 Marco Schwarz und  Manuel Hug schieden aus.

### Riesenslalom
| Platz | Land | Sportler         | Zeit        |
| ----- | ---- | ---------------- | ----------- |
| 1     | AUT  | Marco Schwarz    | 1:51,70 min |
| 2     | ITA  | Hannes Zingerle  | 1:52,10 min |
| 3     | SUI  | Sandro Simonet   | 1:52,33 min |
| 4     | NOR  | Martin Fjeldberg | 1:52,89 min |
| 5     | NOR  | Marcus Monsen    | 1:53,33 min |
| 6     | CRO  | Istok Rodeš      | 1:54,46 min |

Datum: 19. Januar

Weitere Teilnehmer aus deutschsprachigen Ländern:

 Nikolaus Ertl belegte mit 1:55,13 min den 8. Platz.

 Ian Gut belegte mit 1:55,54 min den 10. Platz.

 Manuel Hug belegte mit 1:57,60 min den 18. Platz.

 Mathias Graf schied im zweiten Lauf aus. 

 Lucas Krahnert schied im ersten Lauf aus.

### Slalom
| Platz | Land | Sportler              | Zeit        |
| ----- | ---- | --------------------- | ----------- |
| 1     | SUI  | Sandro Simonet        | 1:18,36 min |
| 2     | BEL  | Dries Van den Broecke | 1:20,26 min |
| 3     | AUT  | Mathias Graf          | 1:20,35 min |
| 4     | ITA  | Davide Da Villa       | 1:20,49 min |
| 5     | SLO  | Štefan Hadalin        | 1:20,73 min |
| 6     | GER  | Nikolaus Ertl         | 1:21,12 min |

Datum: 21. Januar

Weitere Teilnehmer aus deutschsprachigen Ländern:

 Lucas Krahnert belegte mit 1:21,27 min den 7. Platz.

 Manuel Hug belegte mit 1:27,98 min den 22. Platz.

 Ian Gut beendete den 2. Lauf nicht und schied aus.

 Marco Schwarz beendete den 1. Lauf nicht und schied aus.

### Super-Kombination
| Platz | Land | Sportler       | Zeit        |
| ----- | ---- | -------------- | ----------- |
| 1     | AUT  | Marco Schwarz  | 1:40,45 min |
| 2     | SLO  | Miha Hrobat    | 1:41,12 min |
| 3     | SUI  | Sandro Simonet | 1:41,45 min |
| 4     | NOR  | Marcus Monsen  | 1:42,21 min |
| 5     | FRA  | Leny Herpin    | 1:42,25 min |
| 6     | SWE  | Fredrik Bauer  | 1:42,66 min |

Datum: 15. Januar

Weitere Teilnehmer aus deutschsprachigen Ländern:

 Mathias Graf belegte in 1:42,67 min den 7. Platz.

 Nikolaus Ertl belegte in 1:44,62 min den 14. Platz.

 Manuel Hug belegte in 1:45,79 min den 17. Platz.

 Lucas Krahnert belegte in 1:49,81 min den 23. Platz.

 Ian Gut schied im zweiten Lauf nicht.

## Frauen

### Super-G
| Platz | Land | Sportlerin             | Zeit        |
| ----- | ---- | ---------------------- | ----------- |
| 1     | FRA  | Estelle Alphand        | 1:05,78 min |
| 2     | NOR  | Nora Grieg Christensen | 1:05,79 min |
| 3     | AUT  | Christina Ager         | 1:06,06 min |
| 4     | FRA  | Clara Direz            | 1:06,09 min |
| 5     | AUT  | Martina Rettenwender   | 1:06,10 min |
| 6     | SWE  | Magdalena Fjällström   | 1:06,23 min |

Datum: 14. Januar

Weitere Teilnehmerinnen aus deutschsprachigen Ländern:

 Luana Flütsch belegte in 1:06,99 min den 10. Platz.

 Jenny Reinold belegte in 1:07,42 min den 15. Platz.

 Jasmina Suter und  Alisa Krauß schieden aus.

### Riesenslalom
| Platz | Land | Sportlerin           | Zeit        |
| ----- | ---- | -------------------- | ----------- |
| 1     | FRA  | Clara Direz          | 1:56,13 min |
| 2     | FRA  | Estelle Alphand      | 1:56,34 min |
| 3     | SUI  | Jasmina Suter        | 1:56,45 min |
| 4     | SVK  | Petra Vlhová         | 1:56,51 min |
| 5     | SWE  | Magdalena Fjällström | 1:56,59 min |
| 6     | NED  | Adriana Jelinkova    | 1:56,97 min |

Datum: 18. Januar

Weitere Teilnehmer aus deutschsprachigen Ländern:

 Luana Flütsch belegte mit 1:58,41 min den 8. Platz.

 Christina Ager belegte mit 1:59,13 min den 9. Platz.

 Alisa Krauß belegte mit 1:59,97 min den 14. Platz.

 Jenny Reinold belegte mit 2:01,27 min den 18. Platz.

 Catherine Elvinger belegte mit 2:07,60 min den 29. Platz.

 Martina Rettenwender schied im zweiten Lauf aus.

### Slalom
| Platz | Land | Sportlerin             | Zeit        |
| ----- | ---- | ---------------------- | ----------- |
| 1     | SVK  | Petra Vlhová           | 1:19,76 min |
| 2     | CAN  | Roni Remme             | 1:21,25 min |
| 3     | RUS  | Jekaterina Tkatschenko | 1:21,62 min |
| 4     | SUI  | Jasmina Suter          | 1:21,64 min |
| 5     | ITA  | Jasmine Fiorano        | 1:22,01 min |
| 6     | FRA  | Estelle Alphand        | 1:22,22 min |

Datum: 20. Januar

Weitere Teilnehmerinnen aus deutschsprachigen Ländern:

 Catherine Elvinger belegte mit 1:32,98 min den 18. Platz.

 Christina Ager,  Luana Flütsch und  Jenny Reinold schieden im zweiten Lauf aus.

 Martina Rettenwender und  Alisa Krauß schieden im ersten Lauf aus.

### Super-Kombination
| Platz | Land | Sportlerin           | Zeit        |
| ----- | ---- | -------------------- | ----------- |
| 1     | SWE  | Magdalena Fjällström | 1:40,82 min |
| 2     | FRA  | Estelle Alphand      | 1:41,41 min |
| 3     | NED  | Adriana Jelinkova    | 1:42,21 min |
| 4     | SVK  | Petra Vlhová         | 1:42,22 min |
| 5     | AUT  | Martina Rettenwender | 1:42,25 min |
| 6     | FRA  | Clara Direz          | 1:42,31 min |

Datum: 15. Januar

Weitere Teilnehmerinnen aus deutschsprachigen Ländern:

 Luana Flütsch belegte in 1:42,54 min den 7. Platz.

 Jasmina Suter schied im zweiten Lauf aus.
 Christina Ager,  Alisa Krauß und  Jenny Reinold schieden im ersten Lauf aus.

## Gemischt

### Teamwettbewerb
| Platz | Land | Sportler                                                                  |
| ----- | ---- | ------------------------------------------------------------------------- |
| 1     | AUT  | Martina Rettenwender Marco Schwarz Christina Ager Mathias Graf            |
| 2     | NOR  | Nora Grieg Christensen Martin Fjeldberg Mina Fürst Holtmann Marcus Monsen |
| 3     | FRA  | Estelle Alphand Victor Schuller Clara Direz Leny Herpin                   |
| 4     | ITA  | Veronica Olivieri Davide Da Villa Jasmine Fiorano Hannes Zingerle         |
| 5     | SUI  | Jasmina Suter Ian Gut Luana Flütsch Sandro Simonet                        |
| 5     | GER  | Alisa Krauß Nikolaus Ertl Jenny Reinold Lucas Krahnert                    |
| 5     | SLO  | Claudia Seidl Štefan Hadalin Saša Brezovnik Miha Hrobat                   |
| 5     | CAN  | Mikaela Tommy Martin Grasic Roni Remme Lambert Quezel                     |

Datum: 17. Januar

Der Teambewerb wurde als Parallelslalom ausgetragen, bei dem jeweils zwei Frauen und zwei Jungs gegeneinander antraten.